# Martin Onnasch
Martin Onnasch (* 20. Mai 1944 in Köslin) ist ein deutscher evangelischer Theologe. Von 1996 bis 2009 war er Professor für Kirchengeschichte an der Ernst-Moritz-Arndt-Universität Greifswald.

## Leben
Martin Onnasch entstammt einer pommerschen Pastorenfamilie. Sein Vater Fritz Onnasch und sein Großvater Friedrich Onnasch waren während der nationalsozialistischen Herrschaft in der Bekennenden Kirche aktiv, beide wurden 1945 von sowjetischen Soldaten umgebracht.
Onnasch wuchs nach dem Zweiten Weltkrieg in Magdeburg auf. Die Zulassung zur Oberschule wurde ihm verweigert. Er machte eine dreijährige Facharbeiterlehre und besuchte anschließend das Kirchliche Proseminar in Naumburg (Saale), wo er 1964 das Abitur ablegte. Anschließend studierte er Theologie an der Martin-Luther-Universität Halle-Wittenberg.
Von 1974 bis 1979 war er Pfarrer in Osterweddingen. 1979 wurde er mit einer Arbeit über den Kirchenkampf in der Provinz Sachsen zum Dr. theol. promoviert. Von 1979 bis 1993 war er Dozent, später Professor am „Katechetischen Oberseminar“ und an der aus diesem hervorgegangenen Kirchlichen Hochschule Naumburg. Nach deren Auflösung 1993 wurde Onnasch Professor an der Pädagogischen Hochschule Erfurt. Daneben war er von 1994 bis 1997 stellvertretender Direktor des Hannah-Arendt-Instituts für Totalitarismusforschung in Dresden. 
Von 1996 bis 2009 war er Professor für Kirchengeschichte an der Theologischen Fakultät der Ernst-Moritz-Arndt-Universität Greifswald. Er ist Mitglied der Historischen Kommission für Pommern.